# Ибрагимов, Нурбек Сапарбаевич
Нурбек Сапарбаевич Ибрагимов (род. 20 сентября 1981, Сусак, Приморско-Горанская жупания) — киргизский борец греко-римского стиля, призёр чемпионата Азии.

## Биография
Родился в 1981 году. В 2006 году завоевал бронзовую медаль Азиатских игр. В 2007 году стал бронзовым призёром чемпионата Азии, но на чемпионате мира занял лишь 33-е место. В 2009 году на чемпионате мира стал 13-м.